# Вошенка
Вошенка — река в России, протекает в Юрьев-Польском районе Владимирской области. Устье реки находится в 102 км по правому берегу реки Колокша. Длина реки составляет 14 км.
Исток реки в лесах на границе с Кольчугинским районом у деревни Ключевая. Река течёт на северо-восток, протекает деревни Ключевая, Гаврильцево, Терновка, Шадрино. Впадает в Колокшу ниже села Варварино.

## Данные водного реестра
По данным государственного водного реестра России относится к Окскому бассейновому округу, водохозяйственный участок реки — Клязьма от города Орехово-Зуево до города Владимир, речной подбассейн реки — бассейны притоков Оки от Мокши до впадения в Волгу. Речной бассейн реки — Ока.
Код объекта в государственном водном реестре — 09010300712110000032136.